# Liste des députés européens des Pays-Bas de la 10e législature

Cet article présente la liste des députés européens des Pays-Bas élus lors des élections européennes de 2024 aux Pays-Bas.

## Députés européens élus en 2024
| Nom                                 | Parti | Parti                                            | Groupe | Groupe    |
| ----------------------------------- | ----- | ------------------------------------------------ | ------ | --------- |
| Malik Azmani                        |       | Parti populaire pour la liberté et la démocratie |        | RE        |
| Jeannette Baljeu                    |       | Parti populaire pour la liberté et la démocratie |        | RE        |
| Tom Berendsen                       |       | Appel chrétien-démocrate                         |        | PPE       |
| Rachel Blom                         |       | Parti pour la liberté                            |        | PfE       |
| Mohammed Chahim                     |       | Parti travailliste                               |        | S&D       |
| Tom Diepeveen                       |       | Parti pour la liberté                            |        | PfE       |
| Marieke Ehlers                      |       | Parti pour la liberté                            |        | PfE       |
| Bas Eickhout                        |       | Gauche verte                                     |        | Verts/ALE |
| Raquel García Hermida-van der Walle |       | Démocrates 66                                    |        | RE        |
| Gerben-Jan Gerbandy                 |       | Démocrates 66                                    |        | RE        |
| Dirk Gotink                         |       | Nouveau Contrat social                           |        | PPE       |
| Bart Groothuis                      |       | Parti populaire pour la liberté et la démocratie |        | RE        |
| Anja Hazekamp                       |       | Parti pour les animaux                           |        | Gauche    |
| Sebastian Kruis                     |       | Parti pour la liberté                            |        | PfE       |
| Jeroen Lenaers                      |       | Appel chrétien-démocrate                         |        | PPE       |
| Marit Maij                          |       | Parti travailliste                               |        | S&D       |
| Thijs Reuten                        |       | Parti travailliste                               |        | S&D       |
| Bert-Jan Ruissen                    |       | Parti politique réformé                          |        | CRE       |
| Sander Smit                         |       | Mouvement agriculteur-citoyen                    |        | PPE       |
| Sebastiaan Stöteler                 |       | Parti pour la liberté                            |        | PfE       |
| Tineke Strik                        |       | Gauche verte                                     |        | Verts/ALE |
| Anna Strolenberg                    |       | Volt Pays-Bas                                    |        | Verts/ALE |
| Ingeborg Ter Laak                   |       | Appel chrétien-démocrate                         |        | PPE       |
| Anouk Van Brug                      |       | Parti populaire pour la liberté et la démocratie |        | RE        |
| Brigitte Van Den Berg               |       | Démocrates 66                                    |        | RE        |
| Reinier Van Lanschot                |       | Volt Pays-Bas                                    |        | Verts/ALE |
| Jessika van Leewen                  |       | Mouvement agriculteur-citoyen                    |        | PPE       |
| Kim Van Sparrentak                  |       | Gauche verte                                     |        | Verts/ALE |
| Catarina Vieira                     |       | Gauche verte                                     |        | Verts/ALE |
| Lara Wolters                        |       | Parti travailliste                               |        | S&D       |
| Auke Zijlstra                       |       | Parti pour la liberté                            |        | PfE       |